# Daniel Ginczek
Daniel Ginczek (Arnsberg, Alemania, 13 de abril de 1991) es un exfutbolista alemán que jugaba de delantero.

## Clubes
| Club                 | País     | Año       |
| -------------------- | -------- | --------- |
| Borussia Dortmund II | Alemania | 2008-2010 |
| Borussia Dortmund    | Alemania | 2010-2013 |
| →VfL Bochum          | Alemania | 2011-2012 |
| →F. C. St. Pauli     | Alemania | 2012-2013 |
| F. C. Núremberg      | Alemania | 2013-2014 |
| VfB Stuttgart        | Alemania | 2014-2018 |
| VfL Wolfsburgo       | Alemania | 2018-2022 |
| Fortuna Düsseldorf   | Alemania | 2022-2024 |
| MSV Duisburgo        | Alemania | 2024      |